# 鄒湛
鄒湛（すう たん、生年不詳 - 299年頃）は、中国の西晋の官僚・文人。字は潤甫。本貫は南陽郡新野県。

## 経歴
魏の左将軍の鄒軌の子として生まれた。若くして才能と学問で名を知られ、魏に仕えて通事郎・太学博士を歴任した。西晋の泰始初年、尚書郎・廷尉平・征南従事中郎に転じ、羊祜に器量を重んじられた。後に入朝して太子中庶子となった。太康年間、散騎常侍の位を受け、勃海郡太守として出向した。太傅の楊駿の下について長史となり、侍中に転じた。
永平元年（291年）3月、楊駿が殺害されると、鄒湛は連座して免官された。まもなく散騎常侍・国子祭酒として再起し、少府に転じた。元康末年、死去した。生前に書かれた詩や時事を論じた議論25首は、当時に重んじられた。

## 子女
子の鄒捷（字は太応）もまた文才があり、趙王司馬倫が帝を称したときには、陸機らとともに禅文を作った。司馬倫が殺害されると、連座して廷尉に下されたが、赦免にあった。後に太傅参軍となり、永嘉末年に死去した。

## 伝記資料
- 『晋書』巻92 列伝第62